# Bauverein Rheinhausen
Der Bauverein Rheinhausen ist eine im Jahre 1919 in der zum Kreis Moers gehörenden Gemeinde Hochemmerich unter dem Namen „Gemeinnütziger Spar- und Bauverein Hochemmerich eGmbH“ gegründete  gemeinnützige Wohnungsbaugenossenschaft. Die Genossenschaft wurde am 8. Januar 1920 durch die Eintragung unter der Nummer 111 in das Genossenschaftsregister beim Amtsgericht Moers formal gegründet. Auch nach der Zusammenlegung von Hochemmerich und Friemersheim zur Landgemeinde Rheinhausen (Stadtrecht 1934) und der Eingemeindung nach Duisburg 1975 (zum Stadtbezirk Rheinhausen) behielt der Verein seinen bisherigen Namen, wobei das Tätigkeitsfeld längst über den nunmehrigen Ortsteil Hochemmerich hinausragte.
Mit der Aufhebung des Gesetzes über die Gemeinnützigkeit im Wohnungswesen im Jahre 1988 unterlag die Genossenschaft fortan der Steuerpflicht. In einer außerordentlichen Vertreterversammlung am 13. Dezember 1990 wurden schließlich eine neue Satzung und eine neue Wahlordnung zur Vertreterversammlung beschlossen. Die Genossenschaft trug fortan den Namen „Bauverein Rheinhausen eG“.
Der Bauverein hat derzeit rund 5500 Mitglieder, besitzt ca. 3300 Wohnungen in Rheinhausen-Mitte, Hochemmerich, Friemersheim, Rumeln-Kaldenhausen, Moers-Asberg und Moers-Schwafheim, 88 Gewerbeobjekte und ca. 1.000 Garagen/Einstellplätze (Stand Mitte 2022).
Neben dem Bauverein Rheinhausen gibt es im gleichen Stadtbezirk noch den (kleineren) Spar- und Bauverein Friemersheim.